# سوق الكمادين

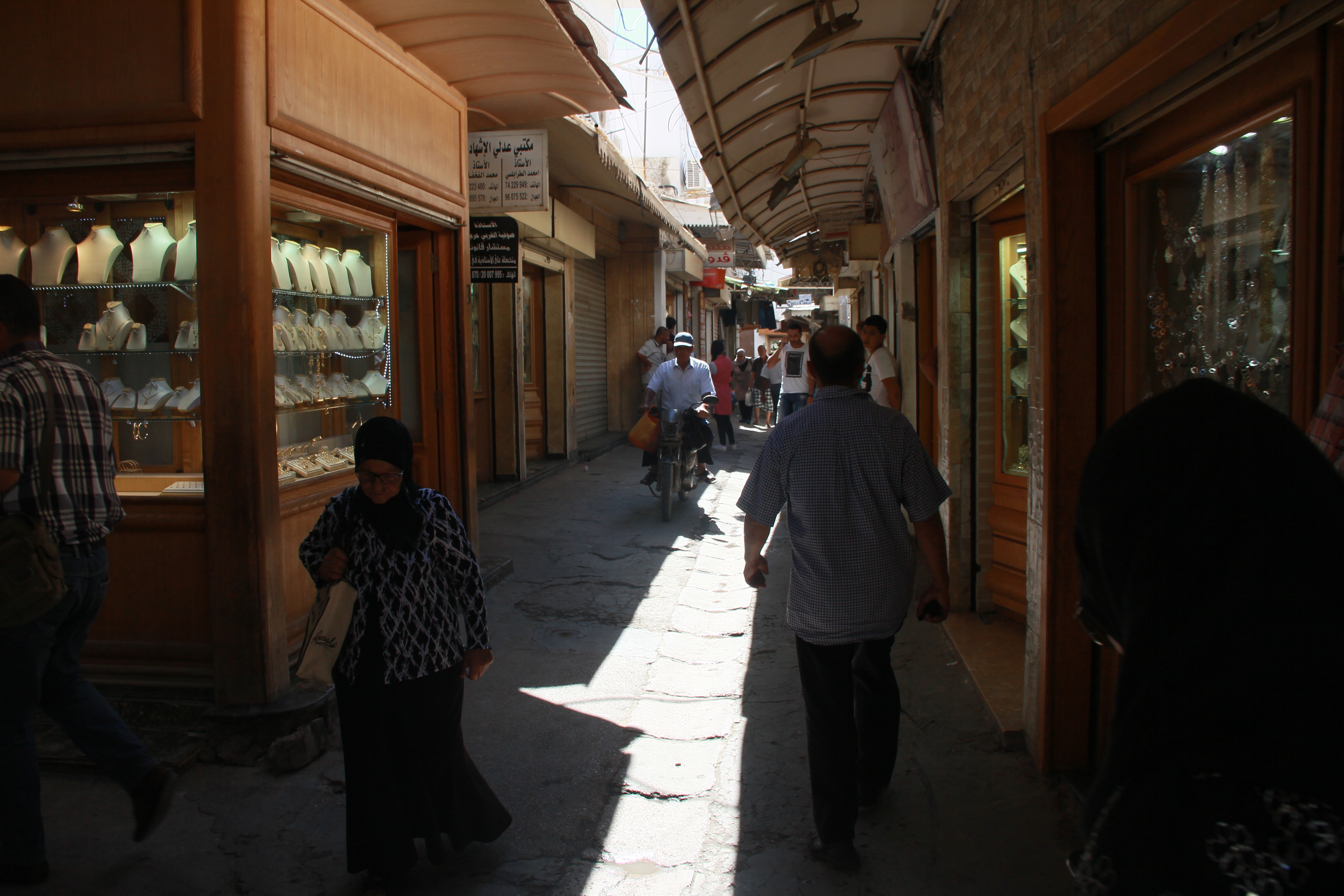
سوق الكمادين

سوق الكمادين واحد من أسواق مدينة صفاقس العتيقة.

## موقعه
كان السوق القديم موجودا بالقرب من زقاق المار و من ثم تم تغيير مكانهإلى الجزء الجنوبي من نهج العدول. و كان يصل نهج سيدي علي الكراي و رحبة الرماد.
قيسارية العشر كانت موجودة به و كانت تدعى بقيسارية العيادي.

## تسميته
اشتق اسم الكمادين من الفعل كمد الثوب أي دقه و قصره. و الكمادة تعتبر واحدة من أهم الصناعات القديمة بصفاقس و بغيرها من المدن.
حسب البكري، فقد كان الكمادون في القرون الوسطى كثيري النشاط و ذوي منتجات عالية الجودة.